# Werner Goldberg
Werner Goldberg (3. října 1919 Berlín – 28. září 2004 tamtéž) byl německý voják a politik částečně židovského původu.

## Život a kariéra
Narodil se židovskému otci a křesťanské matce. Otec, veterán 1. světové války ze západní fronty, se kvůli sňatku nechal v luteránském kostele v Königsbergu pokřtít. 
Werner ve věku 16 let zanechal školní docházky a začal pracovat v oděvní firmě Schneller und Schmeider. Roku 1938 byl povolán do řad Říšské pracovní služby, celkem na dobu 6 měsíců. Poté byl v prosinci 1938 odveden do Wehrmachtu. Bojoval v Polsku a od jara 1940 se zúčastnil i tažení do Francie. Již v Polsku slouží po boku spolužáka ze střední školy Gerharda Wolffa, jehož otec Karl Wolff byl vysokým důstojníkem SS. Nacistická propaganda jej zobrazovala a vykreslovala jako „ideálního německého vojáka“, protože ve velení nikdo nevěděl o jeho částečně židovském původu (dle Norimberských zákonů byl „židovský míšenec“). 
Po konci tažení ve Francii byl právě coby židovský míšenec propuštěn z armády. Následně se vrátil do svého původního zaměstnání a zde díky svým schopnostem dospěl do vrcholných pozic ve společnosti, nyní vyrábějící zejména uniformy pozemního vojska a Kriegsmarine. Po dalším studiu se stává lektorem v oděvním průmyslu a přednáší v celé řadě textilních společností, jejich ředitelům a zaměstnancům. Werner Goldberg na Vánoce 1942 našel svého otce ve vojenské nemocnici a zachránil před transportem o koncentračního tábora.
Po válce se oženil a stal se otcem tří dětí. Mezi lety 1959–1979 působil jako člen CDU v Západním Berlíně, kde také zemřel.